# Kulturværdiudvalget
Kulturværdiudvalget er nedsat i henhold til Lov om sikring af kulturværdier i Danmark (Kulturværdiloven) og sorterer under Kulturministeriet. Udvalget holder øje med danske kunst- og bogauktioner og andre salg af kulturværdigenstande og kan nedlægge forbud mod udførsel af landet, hvis udvalget skønner, at en given genstand har stor eller unik kunst- eller kulturhistorisk betydning for Danmark. Såfremt udvalget nedlægger udførselsforbud, er udvalget forpligtet til at erhverve genstanden til markedsprisen. Hvis der er tale om en udenlandsk køber, kan denne også vælge at lade genstanden forblive i landet, men stadig være ejer, eller alternativt sælge den inden for landets grænser.
Der skal søges om tilladelse, hvis man ønsker at udføre: kulturgenstande fra tiden før 1660, kulturgenstande, som er ældre end 50 år (og som har en værdi på 163.000 kr. eller mere) og fotografier (uanset alder), hvis de har en værdi på 30.000 kr. eller derover. Der vil blive givet tilladelse til udførsel af disse genstande, medmindre de er af afgørende betydning for den nationale kulturarv. I helt særlige tilfælde kan kulturministeren bestemme, at loven også skal gælde andre kulturgenstande. I visse tilfælde er dansk kulturarv udført af landet og udvalget set sig tvunget til at udstede udførselstilladelse, efter ikke at have kunnet tilbageerhverve i tide pga. manglende midler.
Kulturværdiudvalget består i henhold til loven af 5 medlemmer, hvoraf 4 af medlemmerne sidder ex officio, dvs. i kraft af deres stillinger som chefer for de 4 nationalinstitutioner på området. Det sidste medlem er lederen af et ikke-statsligt museum, som udpeges af kulturministeren for 4 år ad gangen. Medlemmerne er direktøren for Nationalmuseet, rigsarkivaren, direktøren for Statens Museum for Kunst, direktøren for Det Kongelige Bibliotek samt direktøren for Det Nationalhistoriske Museum.
Udvalgets sekretariat er placeret på Det Kongelige Bibliotek.
Kulturværdiudvalget har ingen bevilling på Finansloven, så udvalget er afhængig af midler fra private fonde eller af kulturinstitutionernes egne bevillinger, når genstande skal erhverves.

## Udførselsforbud
Ved udgangen af 2017 var to udenlandsk privatejede malerier, som alle befinder sig i Danmark, belagt med udførselsforbud, de er udlånt til Nivaagaards Malerisamling:
| - Wilhelm Marstrand, Liggende model, 1833, Udlånt til Nivaagaards Malerisamling for en 10årig periode fra 2019 - Carl Bloch, Portræt af H.C. Andersen, 1869, Udlånt til Nivaagaards Malerisamling for en 10årig periode fra 2019 |

## Erhvervelser
Eksempler på erhvervelser købt af Kulturudvalget:
| - Camille Pissarro, Portræt af en dreng, 1852-1855 Erhvervet af Kulturværdiudvalget i 2018 og overdraget til Ordrupgaard. - Wilhelm Marstrand, Portræt af Otto Marstrands to døtre og deres vestindiske barnepige, Justina, i Frederiksberg Have, 1857,Statens Museum for Kunst Erhvervet af Kulturværdiudvalget i 2017 og overdraget til Statens Museum for Kunst. - Vilhelm Hammershøi, Træstammer. Arresødal, Frederiksværk, 1904 Erhvervet af Kulturværdiudvalget i 1998 og overdraget til Statens Museum for Kunst. - Wilhelm Marstrand, Romerske borgere forsamlet til lystighed i et osteri, 1839 Erhvervet af Kulturværdiudvalget i 1998 og overdraget til Nivaagaard Malerisamling. - Nicolai Abildgaard, Filosofien, 1800 Erhvervet af Kulturværdiudvalget i 1991 og overdraget til Statens Museum for Kunst. - C.W. Eckersberg, En matros, der tager afsked med sin pige, 1838-1840, Statens Museum for Kunst Erhvervet af Kulturværdiudvalget i 1998 og overdraget til Statens Museum for Kunst. Derudover har Kulturværdiudvalget erhvervet andre kulturarvs stykker som antikviteter, arkæologiske genstande, bøger og manuskripter, malerier, samlinger, et skib og spejle. 1. 2. 3. 4. 5. - Kulturværdiudvalgets hjemmeside |